# デジタルタトゥー
デジタルタトゥーとは、インターネット上で公開された書き込みや個人情報などが一度拡散してしまうと、完全に削除するのが不可能であることを、「入れ墨（タトゥー）を完全に消すことが不可能」であることに例えた比喩表現である。

## 概要
2013年のTEDカンファレンスにおいて、メキシコ出身の研究者で、生物科学関連の投資ファンドの役員であるフアン・エンリケスが行なった講演の中で言及され、注目を浴びるようになった。
当事者が、電子掲示板・ブログ・SNSなどに書き込んだコメントや、掲出した画像はしばしば当人の意図に反して繰り返し複製され、インターネット上で急速に流布・拡散することがあり（いわゆるストライサンド効果）、後から削除しようとしても、結果的に「半永久的に残り続けること」になる。さらに、日常的な行動の結果として記録される、位置情報、顔認識、検索履歴、閲覧・視聴履歴、その他のデジタルデータも、恒久的に蓄積されていくものであり、デジタルタトゥーの一種とされる。
日本では、2013年に、後に「バイトテロ」や「バカッター」と称される一連の事件が注目を浴びた際に、関与したものたちの個人情報や、消去された画像などが別の形で流布するといった事態が関心を集め、デジタルタトゥーという表現も普及が進んだ。2017年には同名の小説も発売されている。